# 예루살렘 입성

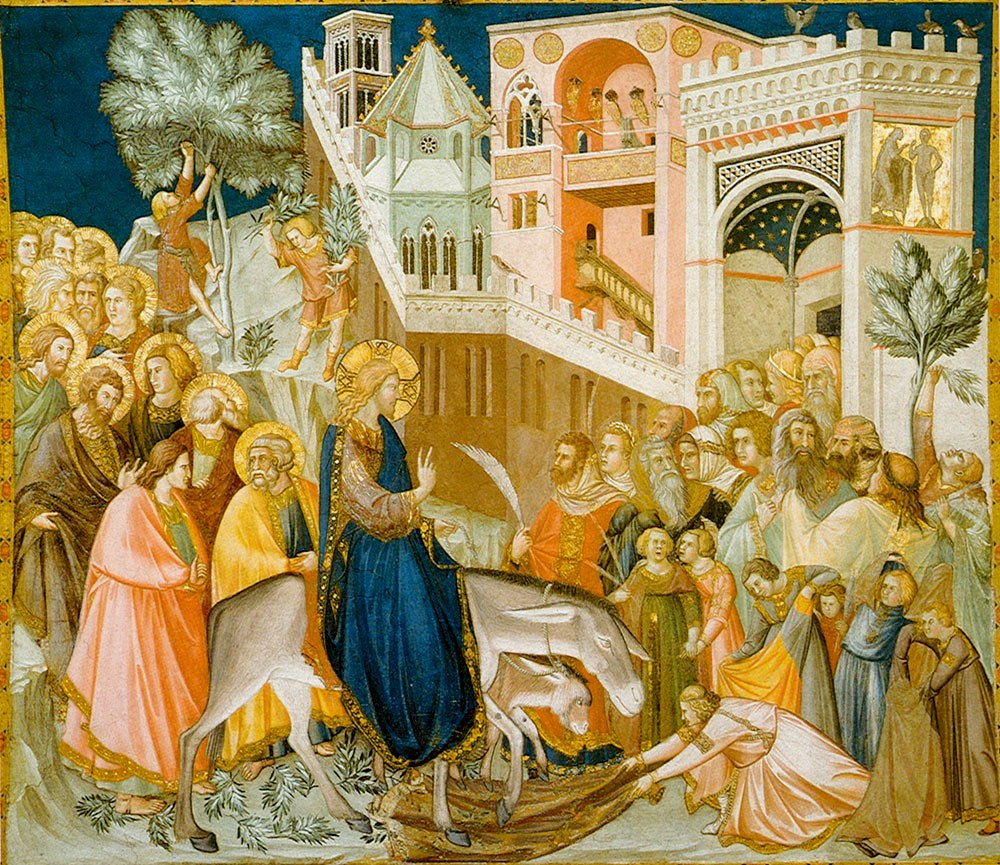
예수가 예루살렘에 입성하자 군중들이 그를 기쁘게 맞이한다.

사복음서의 기록에서, 예수 그리스도의 예루살렘으로의 승리의 입성은 최후의 만찬이 있기 며칠 전에 이루어졌는데, 성주간 동안 기념되는 그의 고난, 죽음, 부활의 시기인 예수의 수난의 시작을 나타낸다.
요한복음 12:9-11에서는 예수가 나사로를 죽은 자 가운데서 살린 후에, 무리들이 예수 주위에 무리가 모여 그를 믿으며, 다음날 예루살렘에서 축제를 위해 모인 군중들이 예수가 도시 안으로 들어서자 그를 기쁘게 맞이한다.
마태복음 21:1–11, 마가복음 11:1–11, 누가복음 19:28–44, 그리고 요한복음 12:12–19에서 예수는 올리브 산에서 예루살렘을 향해 내려오는데, 예수가 개선하며 예루살렘에 입성하자 군중들은 자신의 옷을 땅에 깔고 기쁘게 예수를 맞이한다.
승리의 입성은 전통적으로 종려주일에 기념된다.